# Ал пастор
Ал пастор (шп. Al pastor), познат и као tacos al pastor, је такос направљен од свињског меса са ражња. Ал пастор се одликује по укусним непцем које комбинује традиционалне блискоисточне зачине са оним аутохтоним у централном Мексику. 
Ал пастор је популарна улична храна која се проширила Сједињеним Америчким Државама.
У неким местима северног Мексика и приморског Мексика, попут Баја Калифорније у Мексику, познат је под називом taco de adobada. Слично јело из Пуебле са различитим зачинима је tacos arabes.